# Órbita kepleriana

Um diagrama com várias formas de órbitas keplerianas e suas excentricidades. A azul é uma trajetória hiperbólica (e > 1), a verde é uma trajetória parabólica (e = 1), a vermelha é uma trajetória elíptica (e < 1) e a cinza é uma órbita circular (e = 0).

Uma órbita kepleriana, em mecânica celeste, descreve o movimento de um corpo orbitando em trajetória elíptica, parabólica 
ou hiperbólica, que forma um plano orbital (bidimensional) num espaço tridimensional. Uma órbita kepleriana também pode formar uma linha reta.